# 姑娘宝螺
姑娘宝螺（学名：或），是中腹足目宝螺科宝螺属的一种。主要分布于台湾，常栖息在深海。